# Saison 2016-2017 du Raja Club Athletic
Chronologie
Saison précédente Saison suivante
La saison 2016-2017 du Raja Club Athletic est la 68e de l'histoire du club depuis sa fondation le 20 mars 1949. Elle fait suite à la saison 2015-2016 dans laquelle le Raja a terminé le championnat en 5e position.
Au titre de cette saison, le Raja CA est engagé dans deux compétitions officielles: le Championnat du Maroc et la Coupe du trône. 
Le meilleur buteur du Raja lors de cette saison est Issam Erraki avec 10 buts inscrits toutes compétitions confondues, tandis que le meilleur passeur est Abdelilah Hafidi avec 7 passes décisives.

## Avant saison

### Préparation
L'équipe prépara sa saison à la ville d'Ifrane, après le départ de l'entraîneur Rachid Taoussi, plusieurs joueurs refusent d'aller avec l'équipe à cause de leurs problèmes financiers avec le président pendant que quelques joueurs jeunes s'était rendu au stage de préparation par la suite mais en retard.

### Joueurs en essai
En août 2016, l'international congolais de 23 ans, Sagesse Babélé, résilie son contrat avec Al Khaleej Saihat, après seulement un mois d'engagement avec le club Saoudien, et rejoint le Raja CA pour un essai d'une semaine. Babélé joue en tant que titulaire en finale du Tournoi Ntifi, remporté par le Raja.
Mamoudou Mara, en période d'essai avec Les Verts, participe également au tournoi Ntifi en tant que remplaçant. Il entre en jeu lors de la deuxième mi-temps contre l'Olympique Club de Khouribga.
Le Raja CA teste également l'attaquant togolais Kodjo Fo Doh Laba, troisième meilleur buteur du championnat gabonais la saison passée avec l'Union sportive de Bitam.
| Numéro | Poste | Joueur            | En Provenance de        | Date |
| ------ | ----- | ----------------- | ----------------------- | ---- |
| 4      | DEF   | Sagesse Babélé    | Al Khaleej Saihat       |      |
| 17     | DEF   | Mamoudou Mara     | Yverdon-Sport FC        |      |
| 33     | ATT   | Kodjo Fo Doh Laba | Union sportive de Bitam |      |

## Mercato d'été 2016

### Arrivées
Le 4 juillet 2016, Le Raja commence son mercato estival par officialiser la signature du milieu de terrain Saad Lamti pour une durée de trois ans. Les deux parties se seraient déjà mis d'accord sur les modalités de paiement. L'ex joueur de l'OCS touche un salaire de 900.000 DH par an.
Le 15 juillet 2016, Mohamed Taouss, l'ex défenseur du HUSA, signe en faveur du Raja. Taouss paraphe un contrat de trois ans avec les Casablancais et devient ainsi la deuxième recrue du mercato estival du club.
Le 19 juillet 2016, Jaouad El Yamiq, l'ex défenseur de l'OCK, signe un contrat de 4 ans avec les Verts, qui ont dû s’acquitter de la somme de 2 millions de DH en plus de deux joueurs cédés à l’Olympique Club de Khouribga: le milieu de terrain Anas Soudani et le défenseur central Mustapha Belamqadem. L’arrivée d’El Yamiq devrait compenser le départ du Ghanéen Mohamed Awal, qui a résilié unilatéralement le contrat le liant au Raja à cause des émoluments impayés par l’ancien président du club Mohamed Boudrika.
Le 25 août 2016, Achraf Zahir devient la quatrième recrue du club. L’ancien milieu offensif du MAS, âgé de 23 ans, signe pour quatre saisons avec les Verts de M'hamed Fakhir.
Le 29 août 2016, le site officiel du Raja confirme le transfert du jeune ailier Gabonais, Mario Bernard Mandrault, au club casablancais. Âgé de 18 ans, le joueur gabonais, qui a disputé la CHAN 2016 avec sa sélection nationale, signe un contrat de 5 ans et représente la cinquième recrue du Raja.
Le 13 septembre 2016, en provenance du Nasr Hussein Dey, l’international gabonais Samson Mbingui dépose ses valises du côté du Raja et signe un contrat de trois ans. La direction du club, qui lui accorde une très grande confiance, décide de lui attribuer le dossard numéro 10.
Le 19 septembre 2016, le RCA recrute l'attaquant gabonais, Johan Diderot Lengoualama Boukamba, qui signe pour deux saisons et retrouve ses compatriotes Samson Mbingui et Bernard Mandrault. À 23 ans, le globe-trotter gabonais rejoint le sixième club de sa carrière après Mangasport, son club formateur, DHJ El Jadida, RS Berkane, OCS Safi et Futebol Clube Famalicão.
| Numéro | Poste | Joueur                  | En provenance de              | Date              |
| ------ | ----- | ----------------------- | ----------------------------- | ----------------- |
| 8      | MIL   | Saad Lamti              | Olympique Club de Safi        | 3 juillet 2016    |
| 6      | DEF   | Mohamed Taouss          | Hassania Union Sport d'Agadir | 15 juillet 2016   |
| 5      | DEF   | Jaouad El Yamiq         | Olympique Club de Khouribga   | 19 août 2016      |
| 17     | MIL   | Achraf Zahir            | Maghreb Association sportive  | 25 août 2016      |
| -      | ATT   | Mario Bernard Mandrault | Association sportive Pélican  | 29 août 2016      |
| 10     | MIL   | Samson Mbingui          | Nasr Hussein Dey              | 13 septembre 2016 |
| 29     | ATT   | Johan Lengoualama       | Futebol Clube Famalicão       | 19 septembre 2016 |

### Départs

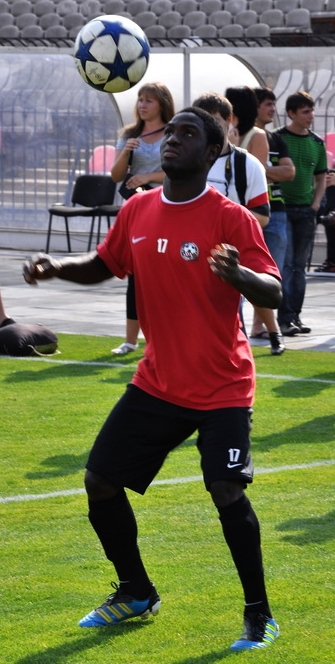
Michel Babatunde

Recruté à 4.500.000 dirhams pour un contrat de 3 ans et demi par le Raja en janvier 2016, Michel Babatunde, la star nigériane du club, signe avec Qatar Sports Club pour un transfert estimé à 11 millions de dirhams le 30 mai 2016. Cette transaction permet au dirigeants du club casablancais de récupérer une somme de 6 millions de DH. Le Nigérian de 23 ans joue son dernier match sous les couleurs du Raja le 12 juin 2016 contre le DHJ El Jadida (Match nul, 1-1) en 1/32e finale (aller) de la Coupe du Trône. En total, Babatunde dispute, avec les verts, 13 rencontres et réalise 3 buts et 4 passes décisives.
Le 25 juillet 2016, Ahmed Jahouh quitte le Raja pour rejoindre le FUS Rabat avec lequel il signe pour trois ans pour un montant de 3,6 millions de dirhams. Jahouh totalise 4 buts en 14 apparitions avec Les Verts,.
Le 2 août 2016, Soufiane Gadoum signe un contrat de 3 ans avec l'Ittihad Riadhi de Tanger après avoir passé avec succès les tests médicaux.
Le 9 août 2016, Mohamed Awal signe pour une saison renouvelable avec le club russe Arsenal Toula. Le ghanéen de 28 ans quitte ainsi le Maroc et le Raja Casablanca après avoir résilié unilatéralement son contrat à cause des émoluments impayés par l’ancien président du club Mohamed Boudrika.
Après avoir rompu son contrat avec le Raja en raison de non-paiement, l'attaquant nigérien Christian Osaguona parvient à un accord avec le club belge Yellow Red KV Malines pour un prêt d’une saison, avec option d’achat, le 30 août 2016. L'attaquant de 25 ans totalise 14 buts et 2 passes décisives toutes compétitions confondues lors des matches disputés avec l'équipe.
| Numéro | Poste | Joueur             | Destination              | Date            |
| ------ | ----- | ------------------ | ------------------------ | --------------- |
| 10     | MIL   | Michel Babatunde   | Qatar Sports Club        | 10 juin 2016    |
| 55     | MIL   | Ahmed Jahouh       | FUS Rabat                | 25 juillet 2016 |
| 5      | MIL   | Soufiane Gadoum    | Ittihad Riadhi de Tanger | 2 août 2016     |
| 49     | DEF   | Mohamed Awal       | Arsenal Toula            | 9 août 2016     |
| 33     | ATT   | Christian Osaguona | Yellow Red KV Malines    | 30 août 2016    |

## Tournoi Ntifi
Dans le cadre des matchs amicaux de préparations d'avant saison, le Raja est invité par le Racing de Casablanca à participer à une sorte de compétition où deux groupes de trois équipes doivent s'affronter et les premiers des deux poules s’affrontent en finale. Il s'agit donc de la 29e édition de ce tournoi annuel qui a lieu chaque été avant le début du championnat.
Le Raja CA a remporté la 29e édition du tournoi, Ahmed Ntifi organisé par le club du Racing de Casablanca.
| Dates      | Tours                 | Adversaires    | Lieux des rencontres        | Scores | Buts RCA                               |
| ---------- | --------------------- | -------------- | --------------------------- | ------ | -------------------------------------- |
| 16/08/2016 | Demi-finale - Match 1 | OCK Khouribga  | Stade Père-Jégo, Casablanca | 1-0    | Issam Erraki 30e (pen.)                |
| 18/08/2016 | Finale - Match 2      | RAC Casablanca | Stade Père-Jégo, Casablanca | 1-3    | Mahmoud Benhalib 2e 20e Saad Lamti 26e |

## Matchs amicaux
| Date       | Num      | Adversaire            | Lieu                         | Score | Buteurs                                                    | Passeurs             |
| ---------- | -------- | --------------------- | ---------------------------- | ----- | ---------------------------------------------------------- | -------------------- |
| 03/08/2016 | Match 2  | IRT Tanger            | Stade Ibn Batouta, Tanger    | 1-0   |                                                            |                      |
| 09/09/2016 | Match 3  | USMAM Aït Melloul     | Stade municipal, Aït Melloul | 0-3   | Abdelilah Hafidi Issam Erraki                              |                      |
| 07/10/2016 | Match 4  | JSKT Tadla            | Stade Oasis, Casablanca      | 3-0   | Mohamed Bouldini Saad Lamti                                |                      |
| 11/11/2016 | Match 5  | RBM Beni Mellal       | Stade Oasis, Casablanca      | 2-2   | Mohamed Oulhaj 4e Adil Kerrouchi 65e                       |                      |
| 16/01/2017 | Match 6  | KACM Marrakech        | Stade Oasis, Casablanca      | 3-1   | Walid Sebbar pen Abdeljalil Jbira Abdelkabir El Ouadi      |                      |
| 19/01/2017 | Match 7  | Étoile Casablanca     | Stade Oasis, Casablanca      | 1-0   | Omar El Mansouri                                           |                      |
| 21/01/2017 | Match 8  | OCK Khouribga         | Stade Oasis, Casablanca      | 3-1   | Omar El Mansouri 23e Hilaire Momi 75e Mohamed Bouldini 89e |                      |
| 14/02/2017 | Match 9  | Étoile de Casablanca  | Stade Oasis, Casablanca      | 2-1   | Omar El Mansouri Youssef Anouar                            |                      |
| 17/03/2017 | Match 10 | Tihad sportif de Salé | Stade Oasis, Casablanca      | 2-0   | Youssef Anouar 52e Samson Mbingui 59e                      | Omar El Mansouri 59e |
| 24/03/2017 | Match 11 | JSKT Tadla            | Stade Oasis, Casablanca      | -     |                                                            |                      |

## Coupe du Trône
| Date       | Tour                  | Adversaire    | Lieu                        | Score | Buteurs                  | Passeurs              |
| ---------- | --------------------- | ------------- | --------------------------- | ----- | ------------------------ | --------------------- |
| 12/06/2016 | 1/32e Finale (aller)  | DHJ El Jadida | Stade El Abdi, El Jadida    | 1-1   | Mahmoud Benhalib 16e     | Zouheir El Ouasli 16e |
| 19/06/2016 | 1/32e Finale (retour) | DHJ El Jadida | Stade Père-Jégo, Casablanca | 2-2   | Abdelilah Hafidi 48e 64e | Zouheir El Ouasli 64e |

## Botola - Phase Aller -
| Date         | No. | Adversaire     | Lieu | Résultat | Buteurs                                                                  | Passeurs                                 | Rapport |
| MATCHS ALLER |     |                |      |          |                                                                          |                                          |         |
| 28/08/2016   | 1   | KAC Kénitra    | Dom. | 4 - 0    | Issam Erraki 29e (pen.) Mahmoud Benhalib 33e 36e Abdelkabir El Ouadi 83e | El Yamiq 33e El Hachimi 36e Benhalib 83e | 4-0     |
| 18/09/2016   | 2   | JSKT Tadla     | Ext. | 0 - 2    | Mahmoud Benhalib 14e Saad Lamti 34e                                      | Abdeljalil Jbira 14e                     | 0-2     |
| 25/09/2016   | 3   | CAK Khénifra   | Ext. | 1 - 1    | Issam Erraki 35e (pen.)                                                  |                                          | 1-1     |
| 16/10/2016   | 5   | HUSA Agadir    | Ext. | 2 - 2    | Abdelilah Hafidi 41e Zouheir El Ouasli 49e                               | Saad Lamti 49e                           | 2-2     |
| 23/10/2016   | 6   | OCS Safi       | Dom. | 1 - 0    | Zouheir El Ouasli 89e                                                    |                                          | 1-0     |
| 30/10/2016   | 4   | FUS Rabat      | Ext. | 2 - 2    | Mahmoud Benhalib 52e Mohamed Oulhaj 70e                                  | El Hachimi 52e Erraki 70e                | 2-2     |
| 3/11/2016    | 7   | KACM Marrakech | Dom. | 2 - 1    | Ahmed Chagou 13e (csc) Issam Erraki 75e                                  |                                          | , 2-1   |
| 20/11/2016   | 9   | OCK Khouribga  | Ext. | 0 - 0    |                                                                          |                                          | 0-0     |
| 27/11/2016   | 10  | WAC Casablanca | Dom. | 0 - 0    |                                                                          |                                          | 0-0     |
| 3/12/2016    | 11  | MAT Tétouan    | Ext. | 0 - 1    | Lema Mabidi 75e                                                          | Abdelilah Hafidi 75e                     | 0-1     |
| 7/12/2016    | 4   | IRT Tanger     | Dom. | 0 - 1    |                                                                          |                                          | 0-1     |
| 12/12/2016   | 12  | RSB Berkane    | Dom. | 1 - 1    | Issam Erraki 48e (pen.)                                                  |                                          | 1-1     |
| 17/12/2016   | 13  | CRH Al Hoceima | Ext. | 1 - 2    | Samson Mbingui 31e Issam Erraki 90e (pen.)                               |                                          | 1-2     |
| 23/12/2016   | 14  | AS FAR Rabat   | Dom. | 1 - 1    | Samson Mbingui 61e                                                       | Mahmoud Benhalib 61e                     | 1-1     |
| 31/12/2016   | 15  | DHJ El Jadida  | Ext. | 0 - 0    |                                                                          |                                          | 0-0     |

## Mercato d'hiver 2017

### Arrivées

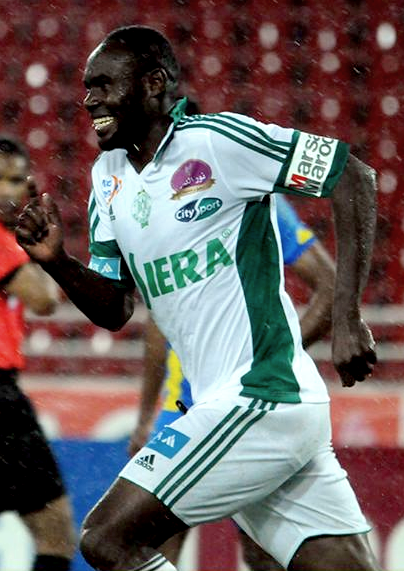
Hilaire Momi après son but contre le JSKT en 2017

Malgré la crise financière et les problèmes de succession au poste de président du club, le Raja décide de profiter du mercato hivernal en recrutant des joueurs afin de combler le vide dans l'effectif.
Le 17 janvier 2017, les Verts commencent leur mercato hivernal par l'acquisition de l'attaquant de pointe, le centrafricain Hilaire Momi, qui signe pour un an renouvelable - si la direction technique du club est convaincue de la prestation du joueur de 27 ans -. Hilaire Momi est le troisième centrafricain qui porte le maillot du Raja après Charlie Dopékoulouyen et Vianney Mabidé.
Après une demande de M'hamed Fakhir, les dirigeants du Raja trouve un accord avec l'ex-joueur de l'IRT, Omar El Mansouri, qui signe un accord de principe avec le club, le 31 décembre 2016, avant de passer les tests nécessaires. Le 17 janvier 2017, selon le site officiel du club, le Raja officialise l'annonce et présente le joueur au public Rajaoui, qui signe un contrat jusqu’à la saison 2018-19.
Le 19 janvier 2017, Youssef Anouar signe un contrat de prêt en provenance du club militaire AS FAR Rabat, en échange de Abdelkabir El Ouadi. Anouar est la 3e recrue hivernal du Raja après Omar El Mansouri et le centrafricain, Hilaire Momi.
Le 21 janvier 2017, 2 jours avant que le mercato hivernal prend fin, le Raja recrute l'ex gardien de but du Chabab Rif Al Hoceima, Mohamed Bouamira, pour remplacer le deuxième portier du club Hicham Allouch.
| Numéro | Poste | Joueur           | En provenance de         | Date            |
| ------ | ----- | ---------------- | ------------------------ | --------------- |
| 77     | ATT   | Hilaire Momi     | Saint-Trond VV           | 17 janvier 2017 |
| 27     | ATT   | Omar El Mansouri | Ittihad Riadhi de Tanger | 17 janvier 2017 |
| 26     | ATT   | Youssef Anouar   | AS FAR Rabat             | 19 janvier 2017 |
| 88     | GAR   | Mohamed Bouamira | CRH Al Hoceima           | 21 janvier 2017 |

### Départs
Deux mois seulement après son arrivée, le Gabonais Mario Bernard quitte le Raja sans disputer aucun match. L'attaquant de 18 ans ne reçoit pas son billet de sortie à cause d'un litige avec son ancien club, AS Pélican, ce qui oblige les dirigeants du club casablancais de procéder à une résiliation de contrat à l'amiable, le 6 novembre 2016.
| Numéro | Poste | Joueur                  | Destination                                | Date            |
| ------ | ----- | ----------------------- | ------------------------------------------ | --------------- |
| -      | ATT   | Mario Bernard Mandrault | Libre - Résiliation de contrat à l'amiable | 6 novembre 2016 |

## Botola - Phase Retour -
| Date          | No. | Adversaire     | Lieu | Résultat | Buteurs                                                  | Passeurs                             | Rapport |
| MATCHS RETOUR |     |                |      |          |                                                          |                                      |         |
| 4/02/2017     | 16  | KAC Kénitra    | Ext. | 0 - 2    | Hilaire Momi 79e 90+3e                                   | Abdelilah Hafidi 79e 90+3e           | 0-2     |
| 12/02/2017    | 17  | JSKT Tadla     | Dom. | 3 - 0    | Adil Kerrouchi 23e Hilaire Momi 74e Youssef Anouar 90+2e | Saad Lamti 74e Samson Mbingui 90+2e  | 3-0     |
| 17/02/2017    | 18  | CAK Khénifra   | Dom. | 1 - 0    | Abdelilah Hafidi 80e                                     | Hilaire Momi 80e                     | 1-0     |
| 25/02/2017    | 19  | IRT Tanger     | Ext. | 1 - 2    | Omar El Mansouri 66e Lema Mabidi 80e                     | Abdelilah Hafidi 66e 80e             | 1-2     |
| 3/03/2017     | 20  | HUSA Agadir    | Dom. | 1 - 0    | Omar El Mansouri 48e                                     | Abdelilah Hafidi 48e                 | 1-0     |
| 12/032017     | 21  | OCS Safi       | Ext. | 0 - 0    |                                                          |                                      | 0-0     |
| 05/04/2017    | 22  | FUS Rabat      | Dom. | 2 - 0    | Issam Erraki 5e (pen.) Zouheir El Ouasli 13e             |                                      | 2-0     |
| 11/04/2017    | 23  | KACM Marrakech | Ext. | 0 - 0    |                                                          |                                      | 0-0     |
| 15/04/2017    | 24  | OCK Khouribga  | Dom. | 0 - 1    |                                                          |                                      | 0-1     |
| 23/04/2017    | 25  | WAC Casablanca | Ext. | 1 - 0    |                                                          |                                      | 0-1     |
| 29/04/2017    | 26  | MAT Tétouan    | Dom. | 4 - 0    | Issam Erraki 28e (pen.) 72e Mahmoud Benhalib 45e 85e     | Benoun 45e Benhalib 72e Anouar 85e   | 4-0     |
| 07/05/2017    | 27  | RSB Berkane    | Ext. | 1 - 1    | Issam Erraki 69e                                         |                                      | 1-1     |
| 14/05/2017    | 28  | CRH Al Hoceima | Dom. | 2 - 1    | Abdelilah Hafidi 56e Issam Erraki 70e (pen.)             | Mahmoud Benhalib 56e                 | 2-1     |
| 21/05/2017    | 29  | AS FAR Rabat   | Ext. | 1 - 1    | Samson Mbingui 89e                                       |                                      |         |
| 26/05/2017    | 30  | DHJ El Jadida  | Dom. | 4 - 1    | A. Jbira 31e M. Benhalib 59e A. Hafidi 78e Momi 90+4e    | A. Hafidi 31e A. Jbira 59e 78e 90+4e |         |

## Chronologie

### Août
Le 13 août 2016, Adil Kerrouchi, âgé de 35 ans et libre de tout engagement, renouvelle son contrat avec le Raja pour deux saisons supplémentaires.

### Octobre
Saad Lamti subit une série d'examens médicaux dans une clinique de Rabat juste avant le match (FUS-Raja), le 30 octobre 2016, à la suite d'une perte de connaissance dans l’hôtel où se trouve l’équipe casablancaise. Selon des joueurs et accompagnateurs du Raja, "Saad Lamti était en train de déjeuner avec ses collègues, quand soudain il a cessé de respirer pendant un laps de temps avant que le médecin de l’équipe des verts, Abdellah Tayeb, le sorte d’un pseudo-coma." Lamti finalement suit le match des gradins.

### Décembre
Le 29 décembre 2016, Youssef Kaddioui reprend les entrainements avec le Raja après 6 mois d'absence à cause d'une blessure au niveau du genou qui avait nécessité une intervention chirurgicale.
Le milieu de terrain du Raja, Abdelilah Hafidi, contracte une blessure au niveau de son nez, lors du match de son équipe le samedi 31 décembre 2016 contre le Difaâ Hassani d'El Jadida.

### Janvier
Le 2 janvier 2017, Abdelilah Hafidi subit une opération chirurgicale au niveau de son nez dans un hôpital de Casablanca. Le président ainsi que le staff technique lui rendent visite après la fin de l'opération qui s'est déroulé sans le moindre problème.

### Février
Le 4 février 2017, la nouvelle recrue du Raja, Hilaire Momi, fait sa première apparition dans le groupe des Verts face au KAC en entrant en jeu à la 65e minute et s'offre un doublé en marquant les deux buts du match à la 78e puis à 92e minute.
Le quotidien LeMatin rapporte dans son édition du week-end des 11 et 12 février qu'au moment où le Raja vit une sérieuse crise financière, les dirigeants du club cherchent par tous les moyens à faire baisser le salaire de Youssef Kaddioui, qui reçoit 15.000 DH quotidiennement. Le président Saïd Hasbane espère également le pousser à baisser son salaire, puisqu'il joue très peu à cause de ses multiples blessures.

### Mars
Le mardi 6 mars 2017, l'attaquant des Verts, Omar El Mansouri, est l'invité de l'émission Raja Café sur Radio Mars ou il revient sur les conditions de son départ de l'Ittihad Riadhi de Tanger, et les raisons qui l'ont poussé à choisir le Raja. Par ailleurs, il explique aux auditeurs de Radio Mars le secret de la réussite des poulains de M'hamed Fakhir en cette période de crise financière. Selon El Mansouri :

« la solidarité est le point fort du raja. Nous jouons pour le public et nous pensons avant tout à faire plaisir à nos supporters »

Le 27 mars 2017, le milieu de terrain et capitaine du Raja, Issam Erraki, remporte le trophée Mars d'Or pour « le meilleur footballeur » lors de la 5e édition de la cérémonie de gala des MARS D’OR, organisée par 2M et Radio Mars, qui récompense les meilleurs sportifs marocains et africains de la saison 2016, désignés par les téléspectateurs et les auditeurs.

### Avril
Le 5 avril 2017, le Raja bat nettement le FUS Rabat (2-0), champion en titre, et prend le pouvoir en Botola à huit journées de la fin du championnat. Le capitaine des Verts et Blancs, Issam Erraki, ouvre le score dès la 3e minute de jeu sur penalty, avant que le jeune attaquant Zouheir El Ouasli ne double la mise à la 13e minute. Omar El Mansouri déclare après le match disputé dans une chaude ambiance au Stade Mohammed-V :

« Mes coéquipiers ont signé une belle rencontre et ont fait preuve d’une grande maîtrise. Je crois que nous avons largement dominé notre adversaire...Ces trois points son précieux, car ils nous permettent de devenir leader pour la première fois cette saison... »

Le 11 avril 2017, le portier des Verts, Anas Zniti, initialement sous contrat jusqu’en 2018, prolonge son contrat avec le Raja de trois saisons supplémentaire.
Le Raja s'incline lors du 122e derby casablancais face à son rival historique du Wydad (1-0), le dimanche 23 avril 2017, au Stade Mohammed-V en match comptant pour la 25e journée de Botola. Amine Atouchi inscrit l'unique but de la rencontre à la 31e minute de jeu. Par conséquent, le Wydad distance le Raja de 8 points à cinq journées de la fin du championnat marocain,.
Le même jour, dimanche 23 avril, Anas Zniti, accompagné d'un proche, est agressé par trois individus au moment où il s’apprête à rentrer chez lui après la défaite au derby sur une mauvaise sortie après un corner. La personne qui l’accompagne s’en tire avec quelques contusions et brève hospitalisation.

### Mai

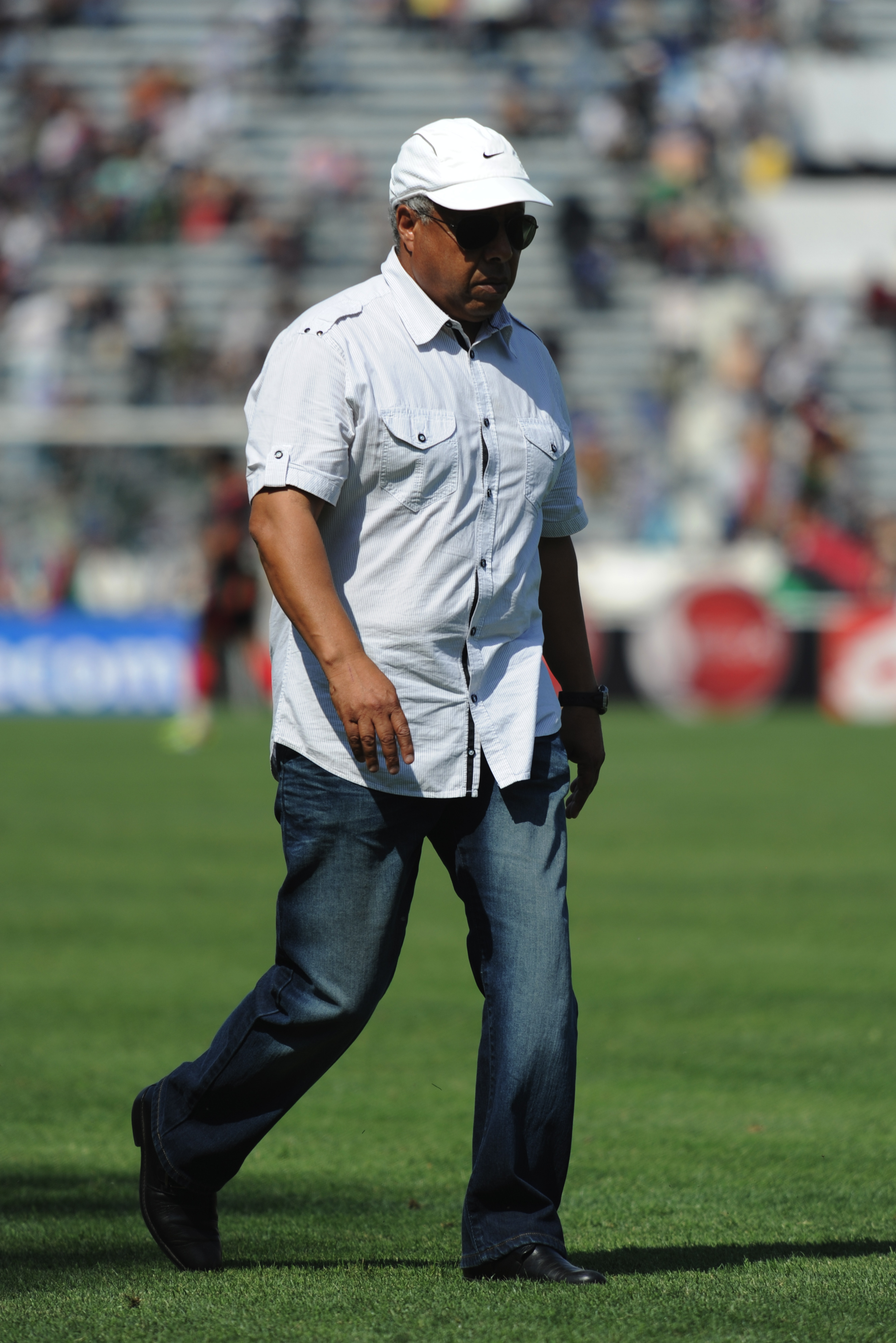
M'hamed Fakhir

Le 26 mai 2017, alors que le Raja vient de remporter son dernier match du championnat (4-1) face au Difaâ Hassani d'El Jadida à Casablanca, et finit 3e de la Botola, le bureau dirigeant des Verts décide le même jour de limoger l'entraineur M'hamed Fakhir après une réunion. La décision, déclarée par le club casablancais sur son compte Twitter officiel, survient alors que l'entraineur âgé de 63 ans avait réussi à qualifier les Verts pour la Coupe de la CAF.
Dans un tweet, le Raja écrit :

« Officiel : le comité dirigeant du club décide à l’unanimité de mettre fin au contrat de M. Mohamed Fakhir. »

Les supporters du Raja trouvent le timing surprenant un peu puisque les Aigles Verts ont bien terminé la saison malgré un contexte tendu marqué par la grève des joueurs en raison d’impayés.

## Statistiques

### Statistiques collectives
| Compétition    | Débute au tour | Termine      | Matches joués | Gagnés | Nuls | Perdus | Buts pour | Buts contre | Différence |
| -------------- | -------------- | ------------ | ------------- | ------ | ---- | ------ | --------- | ----------- | ---------- |
| Botola         | 1re Journée    | 30e Journée  | 30            | 15     | 12   | 3      | 42        | 17          | +25        |
| Coupe du Trône | 1/32e Finale   | 1/32e Finale | 2             | -      | 2    | -      | 3         | 3           | +0         |
| Total          | Total          | Total        | 32            | 15     | 14   | 3      | 45        | 20          | +25        |

### Statistiques des buteurs
| Place           | Nom                 | Botola | Coupe du Trône | TOTAL des buts |
| 1               | Issam Erraki        | 10     | -              | 10             |
| 2               | Mahmoud Benhalib    | 7      | 1              | 8              |
| 3               | Abdelilah Hafidi    | 4      | 2              | 6              |
| 4               | Hilaire Momi        | 4      | -              | 4              |
| 5               | Zouheir El Ouasli   | 3      | -              | 3              |
| 5               | Samson Mbingui      | 3      | -              | 3              |
| 7               | Omar El Mansouri    | 2      | -              | 2              |
| 7               | Lema Mabidi         | 2      | -              | 2              |
| 9               | Youssef Anouar      | 1      | -              | 1              |
| 9               | Abdelkabir El Ouadi | 1      | -              | 1              |
| 9               | Saad Lamti          | 1      | -              | 1              |
| 9               | Mohamed Oulhaj      | 1      | -              | 1              |
| 9               | Adil Kerrouchi      | 1      | -              | 1              |
| 9               | Abdeljalil Jbira    | 1      | -              | 1              |
| Contre son camp | Contre son camp     | 1      | -              | 1              |
| Détails         | 14 buteurs Raja     | 42     | 3              | 45             |

### Statistiques des passeurs
| Place   | Nom                | Botola | Coupe du Trône | TOTAL des passes |
| 1       | Abdelilah Hafidi   | 7      | -              | 7                |
| 2       | Mahmoud Benhalib   | 4      | -              | 4                |
| 2       | Abdeljalil Jbira   | 4      | -              | 4                |
| 4       | Zouheir El Ouasli  | -      | 2              | 2                |
| 4       | Saad Lamti         | 2      | -              | 2                |
| 6       | Issam Erraki       | 1      | -              | 1                |
| 6       | Zakaria El Hachimi | 2      | -              | 1                |
| 6       | Jawad El Yamiq     | 1      | -              | 1                |
| 6       | Samson Mbingui     | 1      | -              | 1                |
| 6       | Hilaire Momi       | 1      | -              | 1                |
| 6       | Badr Benoun        | 1      | -              | 1                |
| 6       | Youssef Anouar     | 1      | -              | 1                |
| Détails | 11 passeurs Raja   | 24     | 2              | 26               |

### Statistiques individuelles
Mis à jour le 26 mai 2017
| Numéro | Nat. | Nom                | Championnat | Championnat | Championnat | Championnat  | Coupe du Trône | Coupe du Trône | Coupe du Trône | Coupe du Trône | Total | Total       | Total  | Total        |
| Numéro | Nat. | Nom                | M.j.        | But inscrit | Averti      | Carton rouge | M.j.           | But inscrit    | Averti         | Carton rouge   | M.j.  | But inscrit | Averti | Carton rouge |
| ------ | ---- | ------------------ | ----------- | ----------- | ----------- | ------------ | -------------- | -------------- | -------------- | -------------- | ----- | ----------- | ------ | ------------ |
| 1      |      | Anas Zniti         | 29          | 0           | 1           | 0            | 2              | 0              | 0              | 0              | 31    | 0           | 1      | 0            |
| 2      |      | Hamza Toumi        | 0           | 0           | 0           | 0            | 1              | 0              | 0              | 0              | 1     | 0           | 0      | 0            |
| 2      |      | Ayoub Targhi       | 0           | 0           | 0           | 0            | 0              | 0              | 0              | 0              | 0     | 0           | 0      | 0            |
| 3      |      | Zakaria Hachimi    | 12          | 0           | 0           | 0            | 1              | 0              | 0              | 0              | 13    | 0           | 0      | 0            |
| 4      |      | Maâti Tamayazou    | 1           | 0           | 0           | 0            | 0              | 0              | 0              | 0              | 1     | 0           | 0      | 0            |
| 5      |      | Jawad El Yamiq     | 23          | 0           | 1           | 1            | 0              | 0              | 0              | 0              | 23    | 0           | 1      | 1            |
| 6      |      | Mohamed Taouss     | 2           | 0           | 0           | 0            | 0              | 0              | 0              | 0              | 2     | 0           | 0      | 0            |
| 7      |      | Youssef Kaddioui   | 7           | 0           | 1           | 0            | 0              | 0              | 0              | 0              | 7     | 0           | 1      | 0            |
| 8      |      | Saad Lamti         | 21          | 1           | 3           | 1            | 0              | 0              | 0              | 0              | 21    | 1           | 3      | 1            |
| 9      |      | Mohamed Bouldini   | 5           | 0           | 0           | 0            | 1              | 0              | 0              | 0              | 6     | 0           | 0      | 0            |
| 10     |      | Samson Mbingui     | 16          | 2           | 0           | 0            | 0              | 0              | 0              | 0              | 16    | 2           | 0      | 0            |
| 11     |      | Zouheir El Ouasli  | 26          | 3           | 5           | 0            | 2              | 0              | 1              | 0              | 28    | 3           | 6      | 0            |
| 12     |      | Mohamed Chennouf   | 0           | 0           | 0           | 0            | 0              | 0              | 0              | 0              | 0     | 0           | 0      | 0            |
| 13     |      | Badr Benoun        | 28          | 0           | 3           | 0            | 2              | 0              | 0              | 0              | 30    | 0           | 3      | 0            |
| 14     |      | Lema Mabidi        | 30          | 1           | 1           | 0            | 0              | 0              | 0              | 0              | 30    | 1           | 1      | 0            |
| 15     |      | Reda Barakate      | 0           | 0           | 0           | 0            | 0              | 0              | 0              | 0              | 0     | 0           | 0      | 0            |
| 16     |      | Mohamed Oulhaj     | 11          | 0           | 2           | 0            | 0              | 0              | 0              | 0              | 11    | 0           | 2      | 0            |
| 17     |      | Achraf Zahir       | 0           | 0           | 0           | 0            | 0              | 0              | 0              | 0              | 0     | 0           | 0      | 0            |
| 18     |      | Abdelilah Hafidi   | 30          | 4           | 1           | 0            | 2              | 2              | 0              | 0              | 32    | 6           | 1      | 0            |
| 20     |      | Abdeljalil Jbira   | 10          | 1           | 1           | 0            | 1              | 0              | 1              | 0              | 11    | 1           | 2      | 0            |
| 21     |      | Adil Kerrouchi     | 17          | 1           | 0           | 0            | 0              | 0              | 0              | 0              | 17    | 1           | 0      | 0            |
| 22     |      | Mohamed Boujad     | 0           | 0           | 0           | 0            | 0              | 0              | 0              | 0              | 0     | 0           | 0      | 0            |
| 24     |      | Mahmoud Benhalib   | 23          | 7           | 0           | 0            | 2              | 1              | 0              | 0              | 25    | 8           | 0      | 0            |
| 25     |      | Omar Boutayeb      | 25          | 0           | 0           | 0            | 2              | 0              | 1              | 0              | 27    | 0           | 1      | 0            |
| 26     |      | Anas Soudani       | 0           | 0           | 0           | 0            | 2              | 0              | 2              | 0              | 2     | 0           | 2      | 0            |
| 27     |      | Omar El Mansouri   | 12          | 2           | 0           | 0            | 0              | 0              | 0              | 0              | 12    | 2           | 0      | 0            |
| 28     |      | Youssef Anouar     | 13          | 1           | 1           | 0            | 0              | 0              | 0              | 0              | 13    | 1           | 1      | 0            |
| 29     |      | J. Lengoualama     | 12          | 0           | 0           | 0            | 0              | 0              | 0              | 0              | 12    | 0           | 0      | 0            |
| 32     |      | Hicham Allouch     | 0           | 0           | 0           | 0            | 0              | 0              | 0              | 0              | 0     | 0           | 0      | 0            |
| 34     |      | Othmane Haidamou   | 0           | 0           | 0           | 0            | 1              | 0              | 0              | 0              | 1     | 0           | 0      | 0            |
| 77     |      | Hilaire Momi       | 15          | 4           | 1           | 0            | 0              | 0              | 0              | 0              | 15    | 4           | 1      | 0            |
| 88     |      | Mohamed Bouamira   | 1           | 0           | 0           | 0            | 0              | 0              | 0              | 0              | 1     | 0           | 0      | 0            |
| 93     |      | Abdelkabir Ouadi   | 8           | 1           | 0           | 0            | 0              | 0              | 0              | 0              | 8     | 1           | 0      | 0            |
| 96     |      | Walid Sebbar       | 6           | 0           | 1           | 0            | 0              | 0              | 0              | 0              | 6     | 0           | 1      | 0            |
| 99     |      | Issam Erraki       | 29          | 10          | 4           | 0            | 2              | 0              | 0              | 0              | 31    | 10          | 4      | 0            |
| 10*    |      | Michel Babatunde   | 0           | 0           | 0           | 0            | 1              | 0              | 0              | 0              | 1     | 0           | 0      | 0            |
| 33*    |      | Christian Osaguona | 0           | 0           | 0           | 0            | 2              | 0              | 0              | 0              | 2     | 0           | 0      | 0            |